# Selters

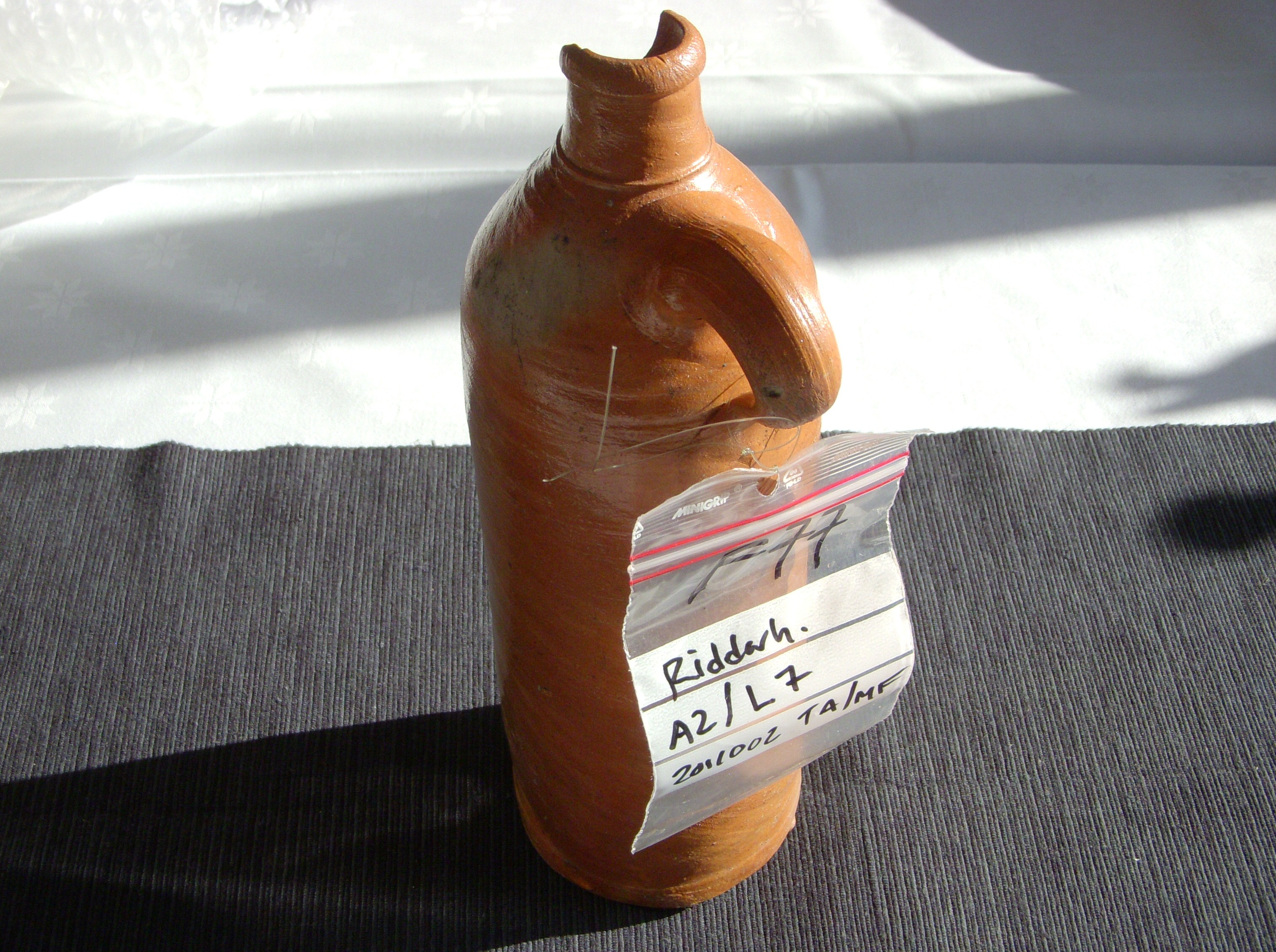
Botella de Selters del encontrada en Estocolmo

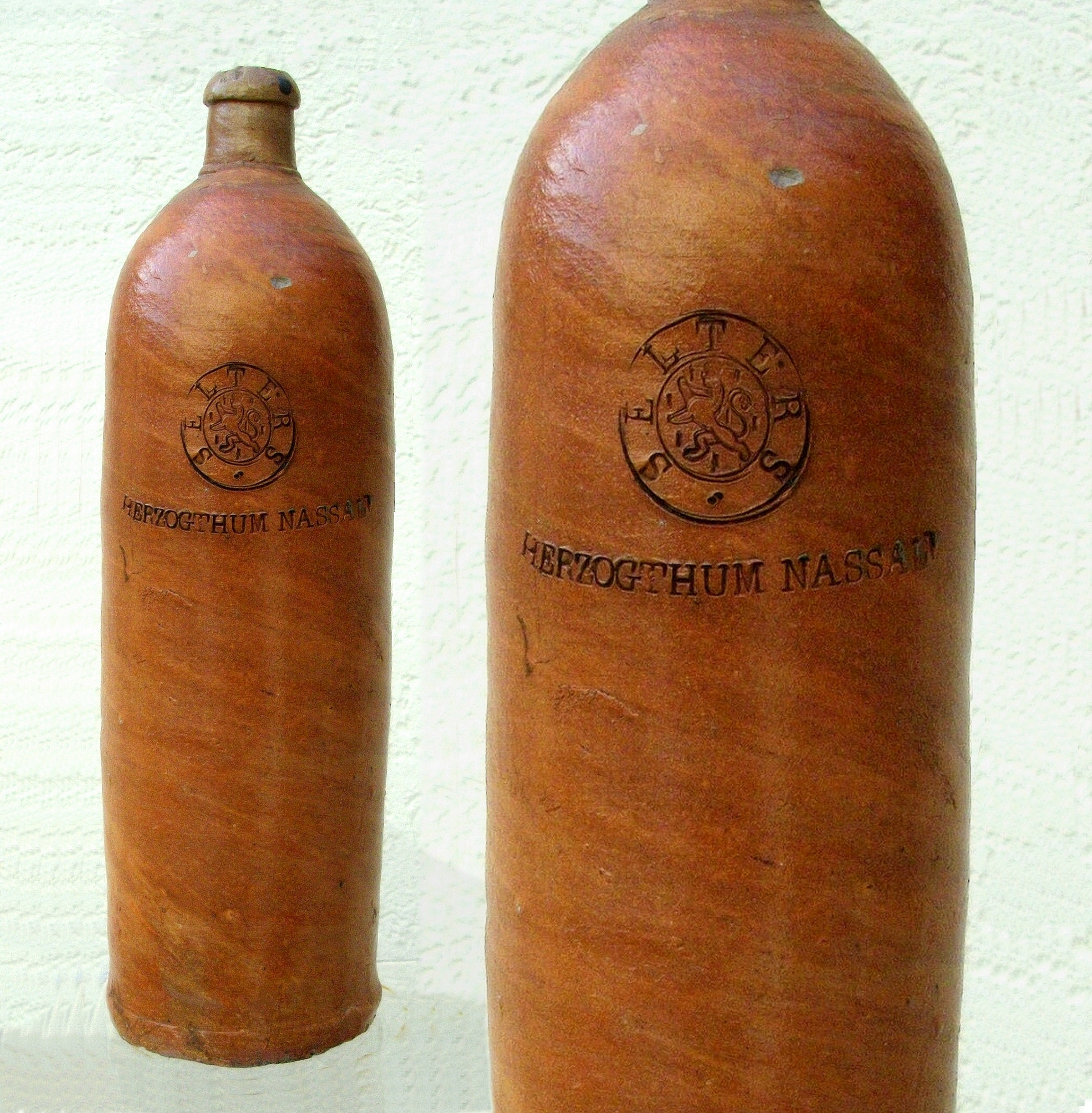
Botella de Selters del siglo XIX

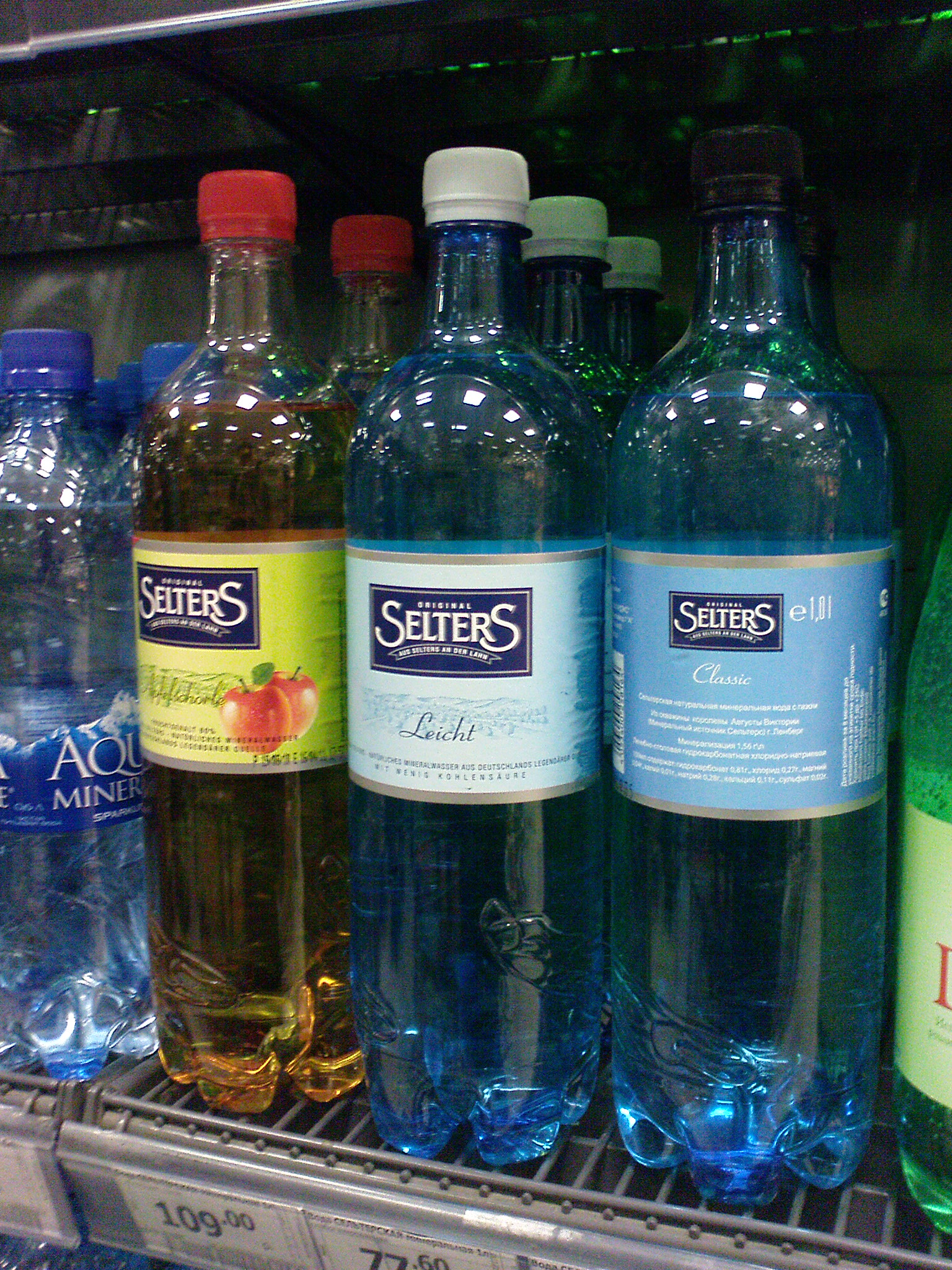
Agua de Selters en una tienda

Selters es una marca de agua mineral natural, de tipo agua de soda, proveniente de manantiales del área de la localidad alemana de  Selters localizada en la sierra Taunus en al norte de Bad Camberg en Limburg-Weilburg distrito en Hesse. La fuente más famosa está en Niederselters. Las poblaciones de  Oberselters y Selters-Löhnberg también destacan en la producción de agua mineral.

## El agua
El agua de estos manantiales es conocida desde la  edad de bronce y destaca por su alta concentración de bicarbonato de sodio (NaHCO3) elemento conocido con el nombre de "soda". Estas aguas son conocidas por ello como "agua de soda". Contienen niveles elevados de iones de calcio, cloruro, magnesio, sulfato y potasio. Tiene un contenido de dióxido de carbono de  250 mg/l lo que la convierte en carbonatada.
Según algunas fuentes, los romanos llamaron a estas aguas  "aqua saltare". En un documento del monasterio de Fulda datado en el año  772 se las denomina "saltrissa" (sal emergente) Una de estas denominaciones puede haber resultado en el nombre actual. En el siglo XVI comenzó un fama internacional con gran exportación. En el año 1787 se reportaba una exportación de más que un millón de botellas de selters.
Selters cuenta con instalaciones de balnearios para realizar toda clase de usos de sus aguas, en particular usos curativos y lúdicos, aunque su popularidad es el consumo directo de la misma por su peculiar sabor.

## Sucedáneos
El agua de Selters  es el referente mundial de "agua de soda". La popularización de este tipo de agua llevó a la creación de sucedáneos realizados con agua de otros manantiales añadiéndole los minerales adecuados. Hacia 1775 Torbern Bergman, entre otros, realizó investigaciones para producir agua mineral carbonatada de una forma artificial.
Las aguas de soda creadas artificialmente también fueron denominadas " "agua de Selters" o "agua de Seltz" lo que paso a que este nombre se convirtiera en sinónimo de "agua de soda" incluso cuando fuera simplemente agua carbonatada. Dándose casos parasimpáticos como en de  seltzer, un agua de soda famosa en los Estados Unidos, pero es usado a veces también para agua carbonatada que no contiene soda o el sifón ha sido llamado "botella de seltzer".